# Abşeron-Teppichweberei-Schule

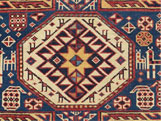
Bakı-Teppich, ein Werk der Abşeron Teppichweberei Schule

Die Abşeron-Teppichweberei-Schule ist eine der aserbaidschanischen Teppichweberschulen. Die Schule umfasst die Dörfer von Abşeron Görədil, Novxanı, Suraxanı, Xilibuta, Nardaran, Bülbülə, Fatmayi, Mərdəkan, Qala, Xilə, sowie die Region Xızı.

## Teppiche der Absheron-Teppichweberei-Schule
Aserbaidschanische Teppiche werden traditionell in sieben Teppichwebschulen eingeteilt, basierend auf ihrer geographischen Lage sowie auf Mustern, Kompositionen, Farblösungen und technischen Eigenschaften: Quba, Bakı, Şirvan, Gəncə, Qazax, Qarabağ und Təbriz. Die Abşeron Teppichwebschule gehört zu den Bakı Teppichweberschulen.

### Merkmale
Die Teppiche zeichnen sich durch Geschmeidigkeit und Intensität der Farben und außergewöhnliche geometrische Muster aus. Die geometrischen Muster und Bilder von Pflanzen sind oft mit den Dekorationen dieser Teppiche verbunden. Die meisten Teppiche tragen die Namen der Orte und Dörfer, in denen sie gewebt wurden. Beispiele für solche Teppiche sind so berühmte Kompositionen wie Xilə-buta, Xilə-əfşan, Novxanı, Suraxanı, Qala, Bakı, Görədil, Fatmayı, Fındığan, Qədi usw. Eines der bekanntesten Modelle der Bakuer Teppichweberschule ist der Zili- Teppich, der ähnlich wie der Şəddə- Teppich gewebt wurde. Der Stil der Abşeron-Teppiche ist eher locker, die Knüpfung ist von mittlerer Feinheitsstufe, die Grundgewebe sind aus Wolle und Baumwolle, die Wolle ist angenehm und fühlt sich weich an, das Weberschiffchen wird mit einem Doppelfaden geknüpft, der Knoten ist symmetrisch. Die Absheron-Teppiche zeichnen sich durch helle, fast transparente Farben aus, harmonische Kombinationen aus Blau, Hellblau, Beige, Elfenbein, Gelb, Schokolade und reinen Rottönen.

## Bilder

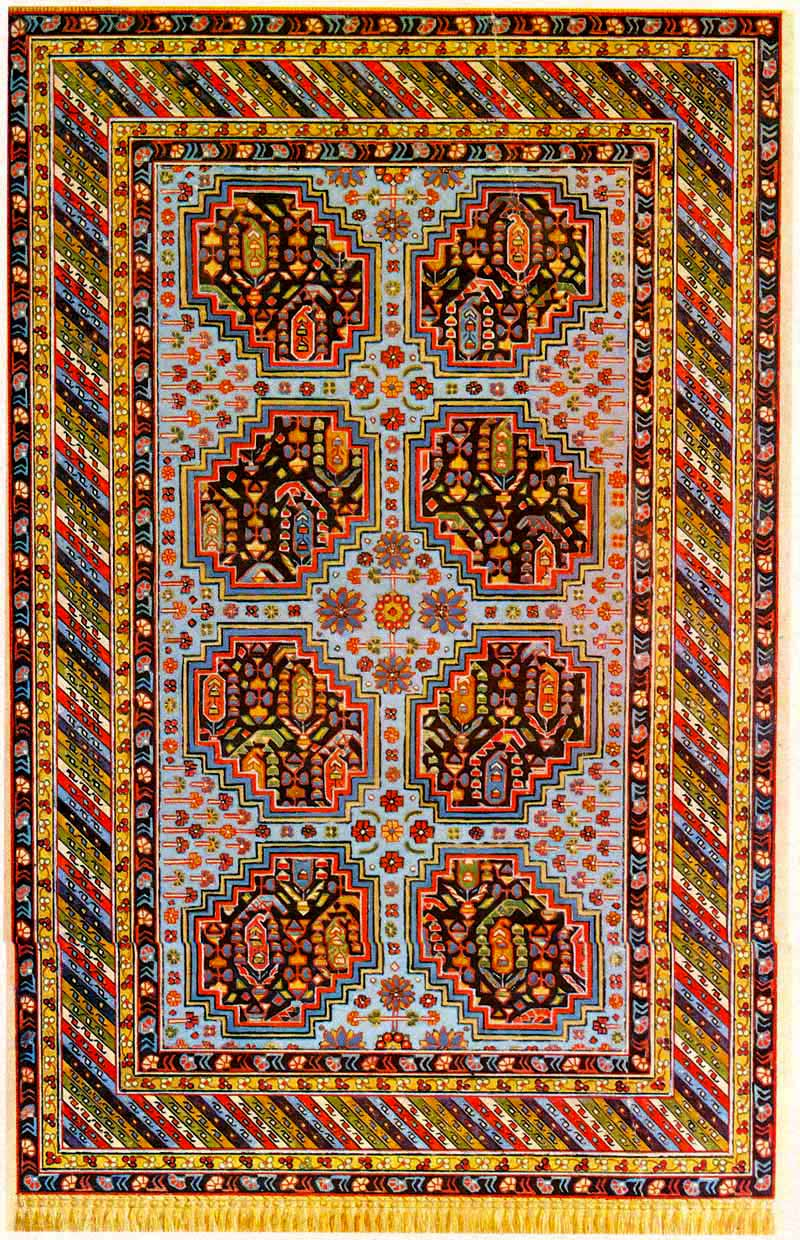
Xilə-buta Teppich
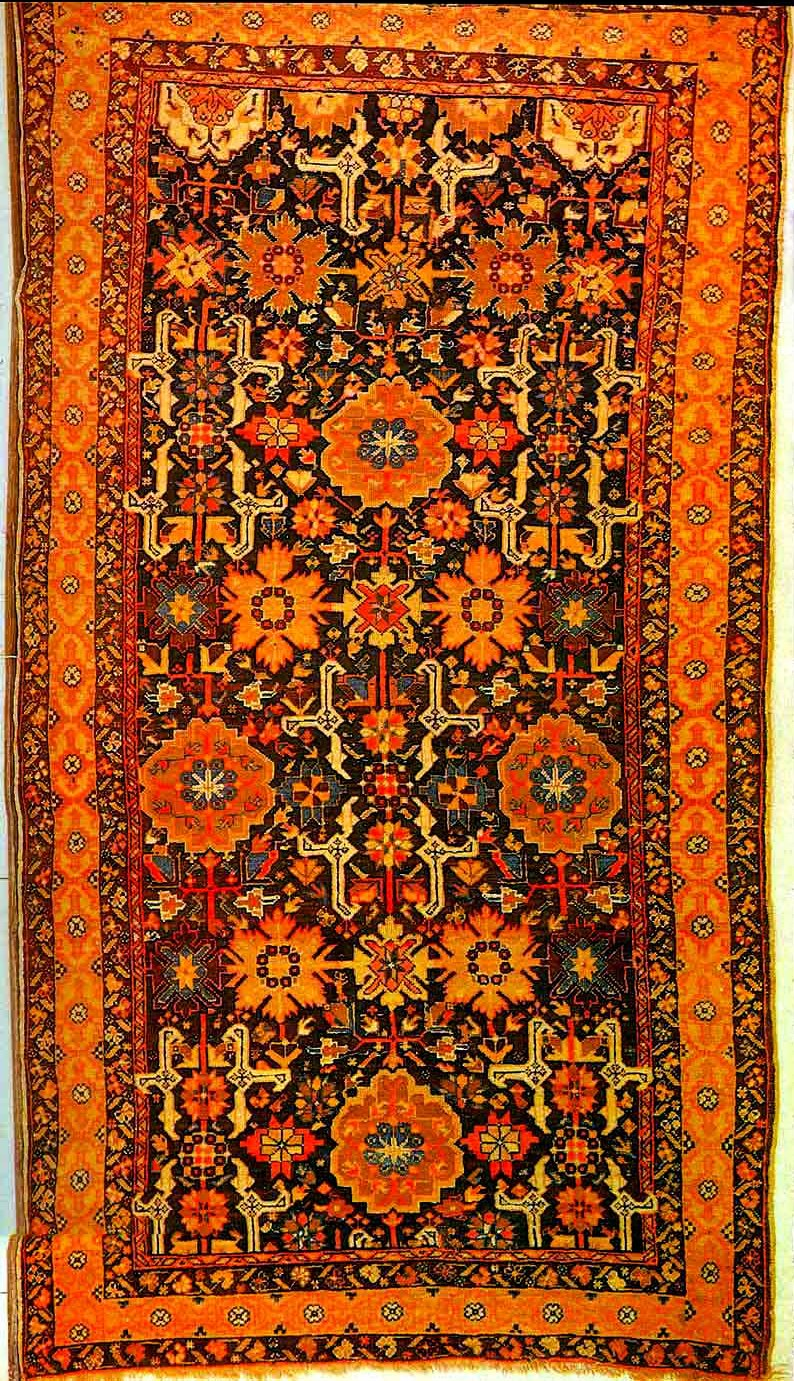
Xilə-əfşan Teppich
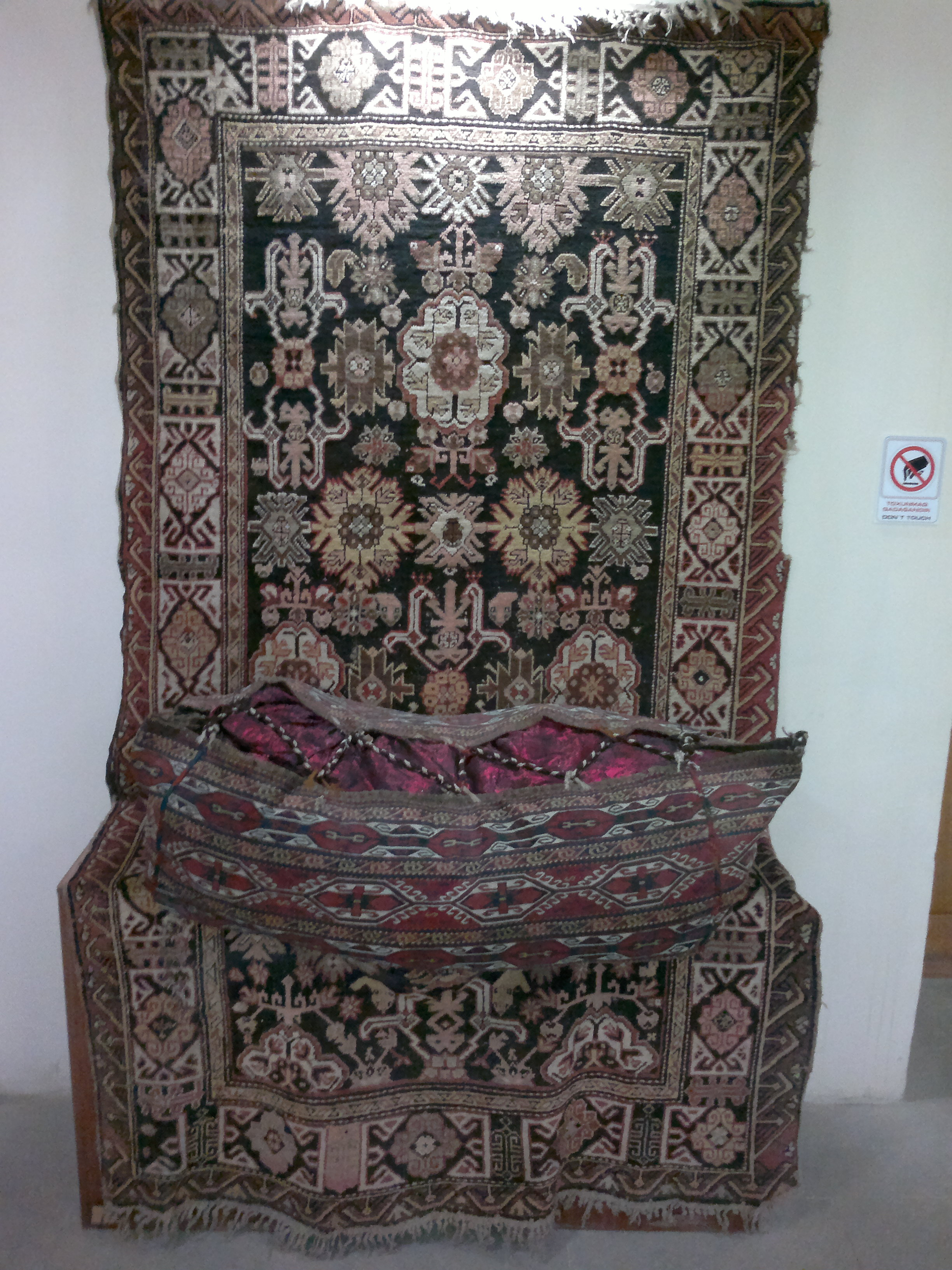
Xilə-əfşan Teppich aus Bakı im Palast der Schirwanschahs
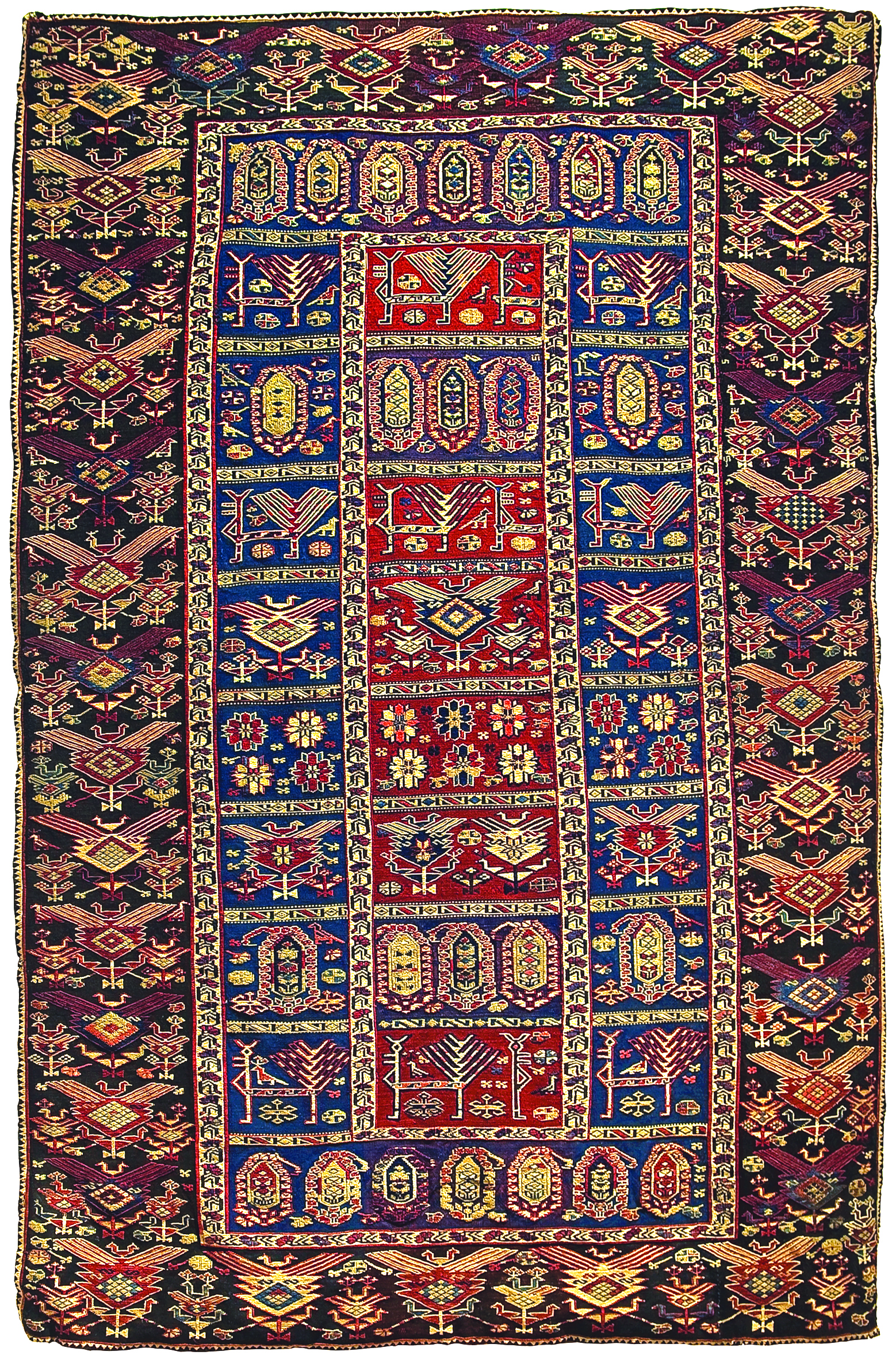
Zili Teppich
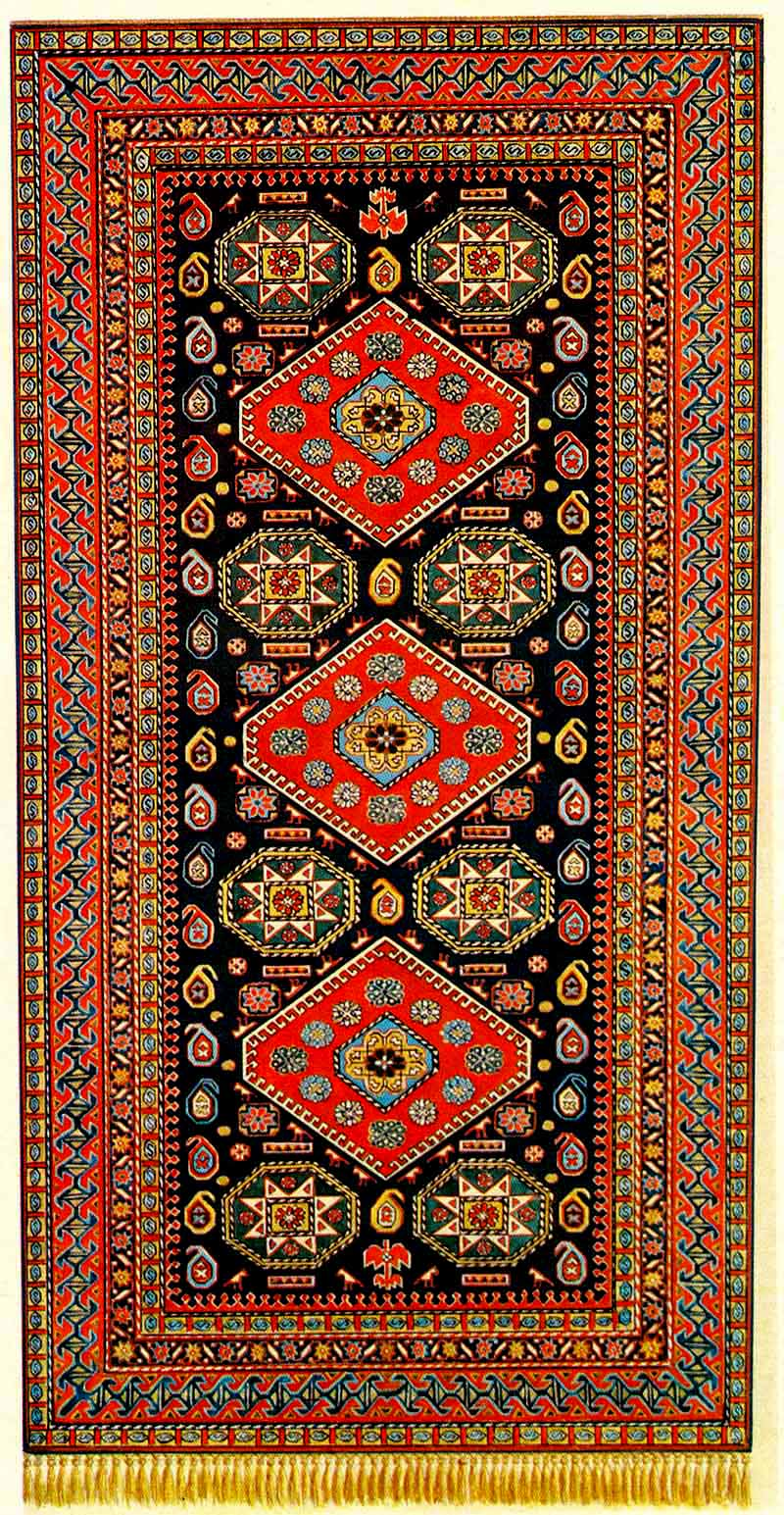
Novxanı Teppich
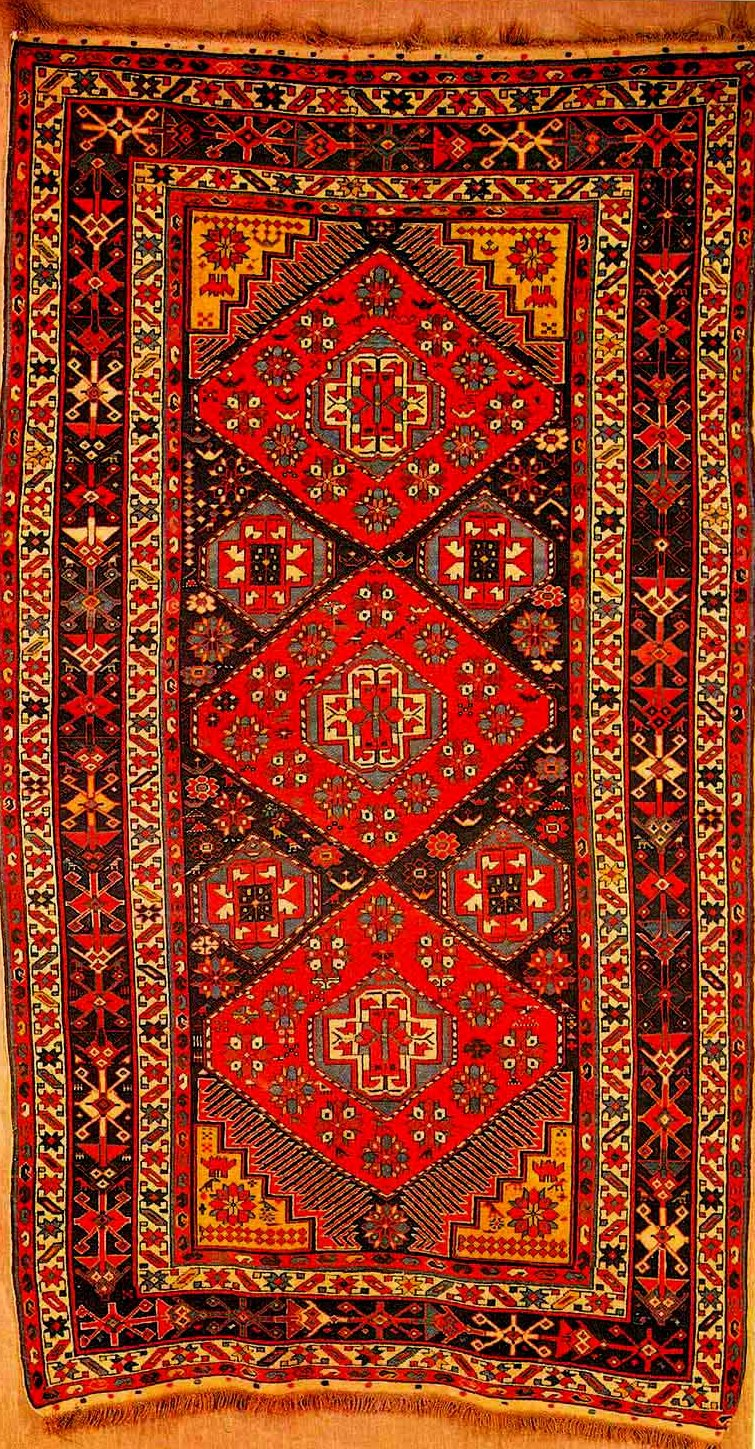
Görədil Teppich
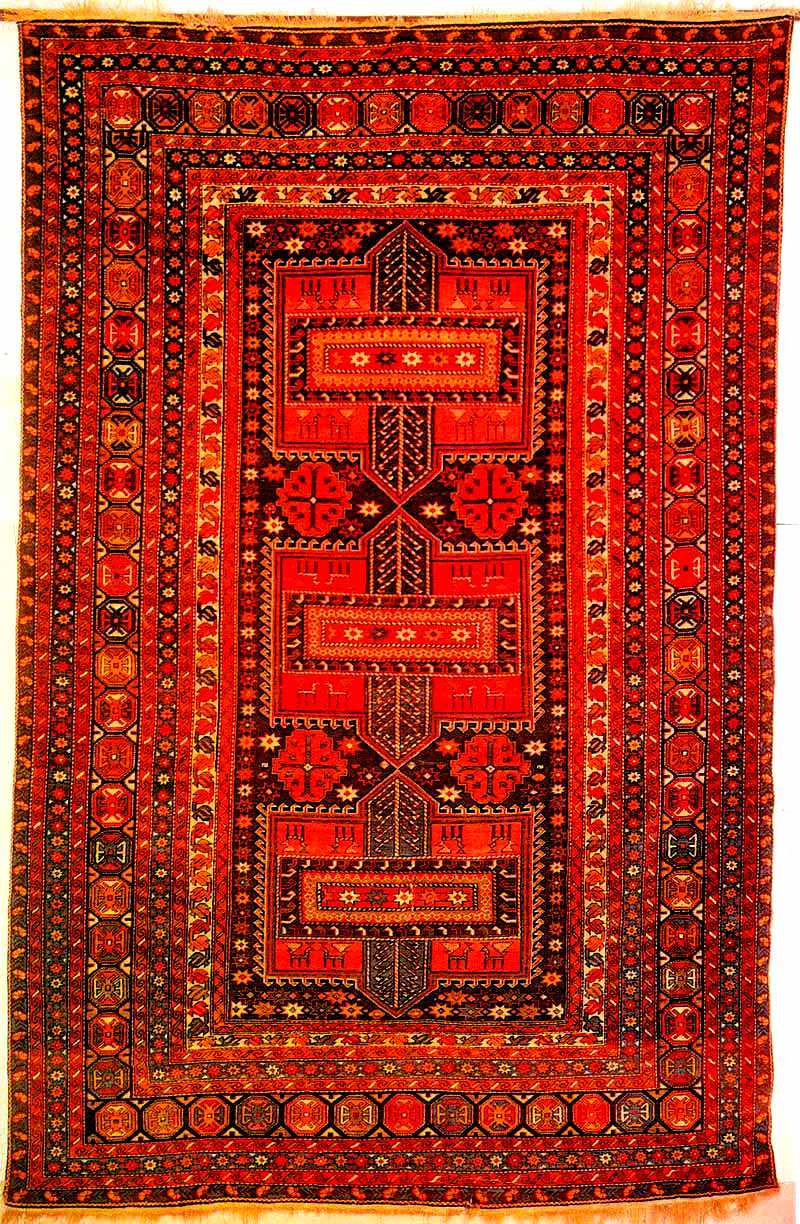
Fındığan Teppich
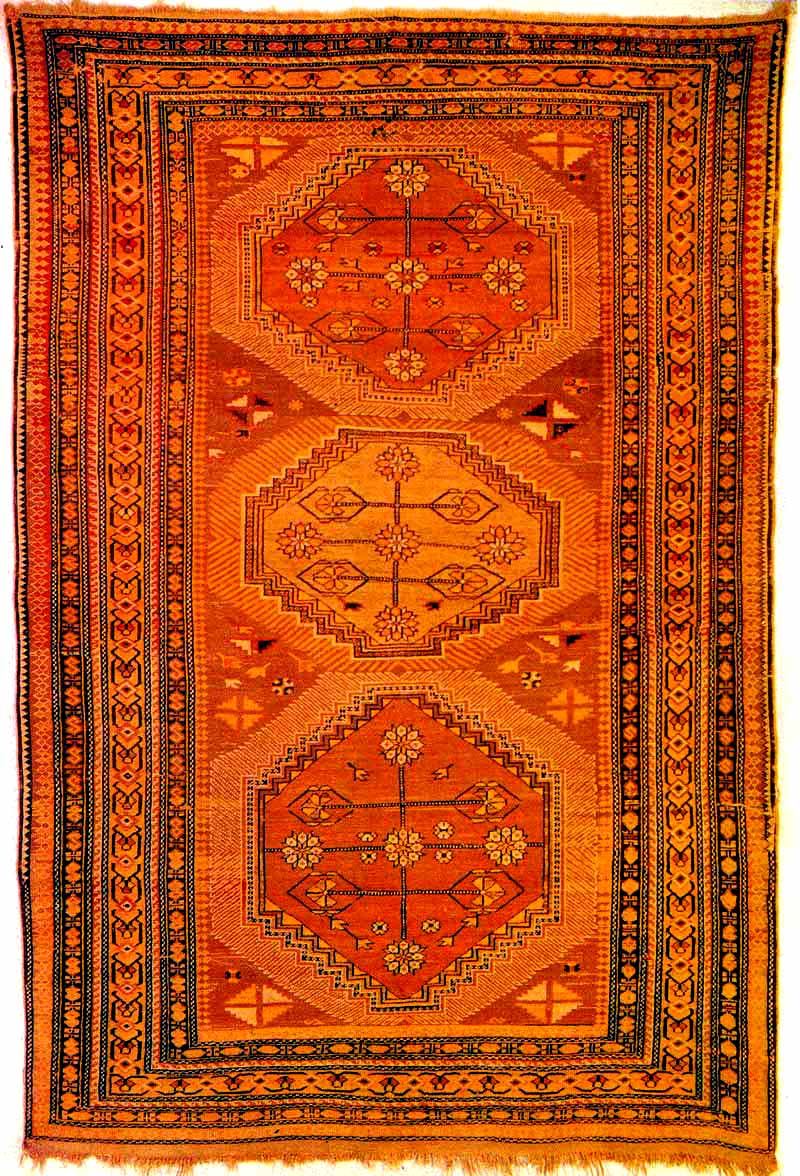
Suraxanı Teppich
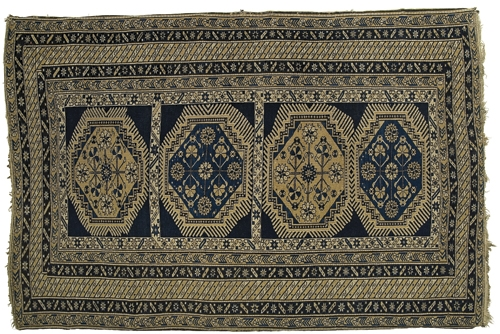
Suraxanı Teppich